# Whoopty
Whoopty è un singolo del rapper statunitense CJ, pubblicato il 20 agosto 2020 come primo estratto dal primo EP Loyalty over Royalty.

## Descrizione
Il brano, prodotto da Pxcoyo, contiene un campionamento della canzone hindi Sanam Re del produttore Mithoon e del cantante Arijit Singh.

## Video musicale
Il video musicale, diretto dalla RingRingVisuals, è stato reso disponibile attraverso il canale YouTube del rapper il 30 luglio 2020.

## Tracce
Testi e musiche di Christopher Soriano, Charalambos Antoniou e Mithun Sharma.
Download digitale
1. Whoopty – 2:03

Download digitale – Instrumental
1. Whoopty (Instrumental) – 2:03

Download digitale
1. Whoopty NYC (feat. French Montana & Rowdy Rebel) – 2:58

Download digitale – Latin Mix
1. Whoopty (Latin Mix) (con Anuel AA e Ozuna) – 2:58

## Formazione
- CJ – voce
- Pxcoyo – programmazione, produzione
- Pat Rosario – registrazione

## Successo commerciale
In madrepatria Whoopty ha raggiunto la 10ª posizione della Billboard Hot 100 nella pubblicazione del 13 febbraio 2021, divenendo la prima top ten del rapper. Nel corso della settimana ha raggiunto 23,2 milioni di ascoltatori via radio, ha totalizzato 14,6 milioni di riproduzioni in streaming e ha infine distribuito 7 000 copie.
Nel Regno Unito il singolo ha fatto il suo ingresso nella classifica dei singoli alla 69ª posizione con 6 354 copie vendute, segnando la prima entrata del rapper. Nella sua quinta settimana è approdato al 12º posto dopo aver distribuito 20 899 copie, regalando all'interprete la sua prima top twenty. Tre settimane dopo ha toccato la 10ª posizione con 25 186 unità, segnando la prima top ten del rapper. Nella pubblicazione del 14 gennaio 2021, al termine del periodo natalizio, è risalito al 3º posto grazie a 23 412 copie.

## Classifiche

### Classifiche settimanali
| Classifica (2020-21)  | Posizione massima |
| --------------------- | ----------------- |
| Australia             | 13                |
| Austria               | 12                |
| Belgio (Fiandre)      | 46                |
| Belgio (Vallonia)     | 45                |
| Canada                | 14                |
| Danimarca             | 11                |
| Finlandia             | 8                 |
| Francia               | 14                |
| Germania              | 22                |
| Grecia                | 1                 |
| Irlanda               | 10                |
| Islanda               | 21                |
| Italia                | 47                |
| Lituania              | 14                |
| Norvegia              | 10                |
| Nuova Zelanda         | 18                |
| Paesi Bassi           | 12                |
| Portogallo            | 13                |
| Regno Unito           | 3                 |
| Repubblica Ceca       | 19                |
| Repubblica Dominicana | 35                |
| Romania               | 59                |
| Slovacchia            | 10                |
| Spagna                | 60                |
| Stati Uniti           | 10                |
| Svezia                | 16                |
| Svizzera              | 10                |
| Ungheria              | 9                 |

### Classifiche di fine anno
| Classifica (2021) | Posizione |
| ----------------- | --------- |
| Australia         | 72        |
| Canada            | 38        |
| Danimarca         | 86        |
| Francia           | 97        |
| Germania          | 88        |
| Islanda           | 96        |
| Portogallo        | 81        |
| Regno Unito       | 84        |
| Stati Uniti       | 50        |
| Svizzera          | 59        |
| Ungheria          | 57        |

## Date di pubblicazione
| Paese       | Data di pubblicazione | Formato                      | Etichetta    | Note   |
| ----------- | --------------------- | ---------------------------- | ------------ | ------ |
| Mondo       | 20 agosto 2020        | Download digitale, streaming | CJ           | [ 46 ] |
| Italia      | 27 novembre 2020      | Contemporary hit radio       | Warner Italy | [ 47 ] |
| Stati Uniti | 1º dicembre 2020      | Rhythmic contemporary        | Warner       | [ 48 ] |
| Stati Uniti | 1º dicembre 2020      | Urban adult contemporary     | Warner       | [ 49 ] |